# Wasfi el-Tell
Wasfi el-Tell, o también Al-Tall o Tal (en árabe: وصفي التل‎) (Irbid, Mandato  británico de Palestina —hoy Jordania—, 19 de enero de 1919-El Cairo, Egipto, 28 de noviembre de 1971), fue un político y militar jordano.
Fue primer ministro de Jordania en tres periodos distintos distinguiéndose por su oposición y lucha contra las organizaciones terroristas palestinas que tenían su base en Jordania lo que le valió el odio de buena parte del mundo árabe. Fue precisamente asesinado en el ejercicio de su último mandato por la organización terrorista palestina Septiembre Negro en 1971.

## Biografía
En 1939 terminó sus estudios de secundaria en Salt y posteriormente asistió a la Universidad Americana de Beirut, institución en la que se formaban las élites árabes, hasta 1941. Se unió al ejército británico en 1942 y sirvió como oficial de enlace en Londres hasta 1948. En ese año volvió a Palestina para luchar en el conflicto árabe-israelí que se desató al final del Mandato y la fundación del estado de Israel, uniéndose al irregular Ejército de Liberación Árabe. Tras la guerra trabajó en la Administración jordana ocupando diversos puestos, llegando a ser director de la Oficina de Prensa. Apoyó la entrada de Jordania en el Pacto de Bagdad pero cuando las fuertes manifestaciones populares en su contra derribaron el gobierno jordano, fue enviado fuera del país como embajador a Alemania e Irán, entre otros lugares.
Conocido por su profunda lealtad al rey Hussein de Jordania, el 28 de enero de 1962 fue llamado de vuelta a Jordania y nombrado Primer Ministro. Su apoyo a la causa realista en la Guerra civil de Yemen del Norte le puso en contra de Egipto y acusado de prooccidental en sus políticas por lo que dimitió de su cargo el 28 de marzo de 1963.
Nombrado de nuevo Primer Ministro el 13 de febrero de 1965, en esta época aconsejaba al rey Hussein contra la creciente presencia de grupos de resistencia palestinos que operaban desde Jordania y socavaban su autoridad y soberanía. El rey se vio obligado a seguir la política contraria, que acabaría finalmente en la guerra de los Seis Días, por lo que dimitió el 4 de marzo de 1967. En septiembre de 1970, Jordania se vio envuelta en una lucha civil contra las guerrillas palestinas. Su apoyo a esta política antipalestina le hizo volver al gobierno el 28 de octubre de 1970, aunque le granjeó numerosos enemigos, no ya solo entre los palestinos sino entre el resto de países árabes, particularmente los egipcios, hasta el punto en el que el presidente egipcio Anwar el-Sadat retiró a su embajador en Amán en el momento de su nombramiento.

## Asesinato
El 28 de noviembre de 1971, cuatro hombres palestinos armados de Septiembre Negro asesinaron a Tal en el vestíbulo del Hotel Sheraton Cairo en Egipto mientras asistía a una cumbre de la Liga Árabe en la ciudad. El historiador Patrick Seale afirma que uno de los asesinos, Munshir al-Khalifa, era uno de los soldados de Abu Ali Iyad que buscaba vengar la muerte de su comandante. Mientras Tal agonizaba, "uno de los asesinos se arrodilló y lamió con la lengua la sangre que fluía por el suelo de mármol". 
Tal fue la primera víctima de la recién formada Organización Septiembre Negro, una rama más militante de la organización militante palestina Fatah. Sus asesinos fueron puestos en libertad bajo fianza y se les permitió salir de Egipto. Yasser Arafat, líder de Fatah, se atribuyó la responsabilidad del asesinato. 
Tal era popular entre los jordanos tradicionales por su éxito en la expulsión de los fedayines. Mientras tanto, fue ampliamente denunciado por los árabes que habían apoyado a los fedayines. El presidente egipcio Anwar Sadat también había despreciado a Tal. Tal fue la tercera figura política jordana de alto rango asesinada entre 1951 y 1971. Los dos primeros son el rey Abdullah I y el primer ministro Hazza Majali. Sus asesinos fueron declarados inocentes y puestos en libertad bajo fianza por un tribunal egipcio.

## Entierro
El cuerpo de Tal fue trasladado de regreso a Amán el 28 de noviembre de 1971. Fue enterrado en el cementerio real después de las oraciones en la Mezquita Real de Amán el 29 de noviembre. 

## Vida personal
Tal estaba casado con Sadia Jabri, quien había sido exesposa del líder palestino de la década de 1940, Musa Alami. No tuvieron hijos. 